# Nicétas Oryphas
Nicétas Oryphas ou Ooryphas (en grec : Νικήτας ὁ Ὀρύφας ou Ὠορυφᾶς) est un personnage officiel byzantin, patricien et amiral sous les empereurs Michel III et Basile Ier le Macédonien, actif dans les années 860.

## Biographie

### Sous Michel III
Le début de sa vie est inconnu. Plusieurs personnes nommées Oryphas sont mentionnées dans des sources au cours de la première moitié du IXe siècle, toutes occupant des positions élevées dans la marine, mais toute relation familiale reste hypothétique.
Nicétas Oryphas est mentionné pour la première fois en 860 comme éparque de Constantinople quand une flotte Rus' apparaît à l'entrée du Bosphore et commence à piller les alentours de la cité. Du fait de sa position, Oryphas fait un rapport à l'empereur Michel III qui est en campagne contre les Arabes en Anatolie orientale. Plus tard, Oryphas est nommé dans la marine et, en 867, il est responsable de la flotte impériale. Il commande une flotte de 100 navires envoyés pour soutenir Raguse contre les Arabes qui l'assiègent depuis 15 mois et restaurer la suzeraineté impériale sur les côtes de Dalmatie. Cependant, il est possible qu'Oryphas eût déjà une expérience maritime puisqu'il est peut-être l'un des commandants de l'attaque contre Damiette de 853.

### Sous BasileIer
Bien qu'il ait atteint un poste élevé sous Michel III et qu'il ait protesté contre l'usurpation de Basile Ier en 867, Oryphas est rapidement réintégré à son poste précédent. Il devient alors l'un des amiraux les plus efficaces de son temps. 
En 869, Oryphas dirige la flotte byzantine qui navigue en soutien de Louis II d'Italie qui assiège Bari. En arrivant, il trouve l'armée de la Francie occidentale dispersée dans ses quartiers d'hiver et cause un incident diplomatique en faisant référence au souverain Louis II comme roi d'Italie et non comme « empereur des Romains », titre alors détenu par les empereurs de Constantinople mais revendiqué avec véhémence par Louis II. Cette querelle entraîne le départ de la majorité de la flotte byzantine et la ville de Bari est prise par les Francs en février 871.
En 873, Oryphas défait la flotte de pirates sarrasins de l'émirat de Crète dans le golfe de Saros. Cette victoire est suivie d'un exploit : alors que les Sarrasins pillent les côtes occidentales de la Grèce, il aurait demandé à ses hommes de porter les navires à travers l'isthme de Corinthe (comme l'on procédait dans l'Antiquité sur un chemin de portage) pour surprendre la flotte sarrasine dans le golfe de Corinthe et la défaire, mais la réalité de cette manœuvre est discutée. Oryphas disparaît ensuite de toute source, bien qu'il aurait dirigé la flotte impériale durant quelques années avant d'être remplacé par le drongaire Nasar. Parmi ses actions d'éclat figurent la reprise de Bari en 875 et celle plus brève de Chypre.